# Kreis Põlva
Der Kreis Põlva (estnisch Põlva maakond oder Põlvamaa) ist ein Landkreis (maakond) in Estland.

## Geografie
Põlvamaa liegt im Südosten des Landes in einer hügeligen Endmoränenlandschaft und ist landwirtschaftlich geprägt. Auf dem Gebiet des Kreises gibt es mehr als 130 Seen, von denen der Meelva järv mit 78,7 ha der größte ist.
Der Kreis Põlva grenzt im Norden an Tartumaa, im Westen an Valgamaa und im Süden an Võrumaa. Im Osten ist der Verlauf der gemeinsamen Grenze mit Russland strittig. Einige Dörfer wie Lutepää und Saatse sind nur über Straßen zu erreichen, die auch über russisches Territorium führen.

## Städte und Gemeinden
Seit der Gemeindereform 2017 umfasst der Kreis drei Landgemeinden: Põlva, Räpina und Kanepi.
Bis 2017 setzte sich der Kreis aus 13 Landgemeinden (vallad) zusammen.

Kreise vor der Eingemeindung von Põlva in die gleichnamige Landgemeinde 2013

|    | Gemeinde                         | Fläche    | Einwohner |
| -- | -------------------------------- | --------- | --------- |
| 1  | Ahja vald (Aya)                  | 72,2 km²  | 1171      |
| 2  | Kanepi vald (Kannapäh)           | 231,5 km² | 2622      |
| 3  | Kõlleste vald                    | 150,1 km² | 1066      |
| 4  | Laheda vald                      | 91,5 km²  | 1394      |
| 5  | Mikitamäe vald                   | 104 km²   | 1091      |
| 6  | Mooste vald (Moisekatz)          | 185,2 km² | 1594      |
| 7  | Orava vald (Waldeck)             | 175,6 km² | 894       |
| 8  | Põlva vald (Pölwa)               | 314 km²   | 9459      |
| 9  | Räpina vald (Rappin)             | 265,9 km² | 5699      |
| 10 | Valgjärve vald (Weißensee)       | 143,1 km² | 1604      |
| 11 | Vastse-Kuuste vald (Neu-Kusthof) | 123 km²   | 1263      |
| 12 | Veriora vald (Paulenhof)         | 200,3 km² | 1658      |
| 13 | Värska vald                      | 187,7 km² | 1450      |